# Patrimoni dell'umanità del Niger
I patrimoni dell'umanità del Niger sono i siti dichiarati dall'UNESCO come patrimonio dell'umanità in Niger, che è divenuto parte contraente della Convenzione sul patrimonio dell'umanità il 23 dicembre 1974.
Al 2022 i siti iscritti nella Lista dei patrimoni dell'umanità sono tre, mentre diciannove sono le candidature per nuove iscrizioni. Il primo sito, le Riserve naturali dell'Aïr e del Ténéré, è stato iscritto nella lista nel 1991, durante la quindicesima sessione del comitato del patrimonio mondiale. Cinque anni dopo, nella ventesima sessione, il Parco nazionale W del Niger è divenuto il secondo sito nigerino riconosciuto dall'UNESCO (dal 2017 parte del più esteso sito transfrontaliero denominato Complesso W-Arly-Pendjari). Il terzo patrimonio è costituito dal Centro storico di Agadez, incluso nella lista nel 2013 dalla trentasettesima sessione del comitato. Un sito è considerato culturale, secondo i criteri di selezione, due naturali; uno è parte di un sito transnazionale. Un sito, le Riserve naturali dell'Aïr e del Ténéré, è stato iscritto nella Lista dei patrimoni dell'umanità in pericolo dalla XVI sessione del Comitato per il patrimonio dell'umanità, nel 1992.

## Siti del Patrimonio mondiale
| Foto | Sito                                   | Luogo                                                    | Tipo                       | Anno        | Descrizione |
| ---- | -------------------------------------- | -------------------------------------------------------- | -------------------------- | ----------- | --- |
|      | Riserve naturali dell'Aïr e del Ténéré | Dipartimento di Arlit                                    | Naturale (573; vii, ix, x) | 1991        | Questa è la più grande area protetta dell'Africa, che copre circa 7,7 milioni di ettari, sebbene l'area considerata un santuario protetto costituisca solo un sesto della superficie totale. Comprende il massiccio roccioso vulcanico dell'Aïr, una piccola sacca saheliana, isolata per clima, flora e fauna, situata nel deserto sahariano del Ténéré. Le riserve vantano un'eccezionale varietà di paesaggi, specie vegetali e animali selvatici. |
|      | Complesso W-Arly-Pendjari              | Dipartimento di Say (condiviso con Benin e Burkina Faso) | Naturale (749; ix, x)      | 1996(-2017) | Questa estensione transnazionale al Parco nazionale W del Niger copre un'ampia distesa di savana sudanese-saheliana intatta, con tipi di vegetazione che includono praterie, arbusti, savana boscosa ed estese foreste a galleria. Comprende il più grande e importante continuum di ecosistemi terrestri, semi-acquatici e acquatici nella cintura della savana dell'Africa occidentale. Il sito è un rifugio per specie selvatiche scomparse altrove nell'Africa occidentale o altamente minacciate. Ospita la più grande popolazione di elefanti dell'Africa occidentale e la maggior parte dei grandi mammiferi tipici della regione, come il lamantino africano, il ghepardo, il leone e il leopardo. |
|      | Centro storico di Agadez               | Agadez                                                   | Culturale (1268; ii, iii)  | 2013        | Conosciuta come la porta del deserto, Agadez, all'estremità meridionale del deserto del Sahara, si sviluppò nel XV e XVI secolo quando fu fondato il Sultanato di Aïr e le tribù Tuareg divennero sedentarie in città, rispettando i confini degli antichi accampamenti, che hanno dato origine a uno schema stradale ancora oggi riconoscibile. Il centro storico della città, importante crocevia del commercio delle carovane, è suddiviso in undici rioni dalle forme irregolari. Contengono numerose abitazioni in terracotta e un gruppo ben conservato di sontuosi edifici religiosi, tra cui un minareto alto 27 m realizzato interamente in mattoni di fango, la struttura di questo tipo più alta al mondo. Il sito è caratterizzato da ancestrali tradizioni culturali, commerciali e artigianali praticate ancora oggi e presenta eccezionali e sofisticati esempi di architettura in terracotta. |

## Siti candidati
| Foto | Sito                                                             | Luogo                                                                                   | Tipo                           | Anno       | Descrizione |
| ---- | ---------------------------------------------------------------- | --------------------------------------------------------------------------------------- | ------------------------------ | ---------- | --- |
|      | Città vecchia di Zinder, quartiere di Birni e il Sultanato       | Zinder                                                                                  | Culturale (5040)               | 26/05/2006 | Questa città, capitale del Niger dal 1911 al 1926, ha beneficiato della sua posizione di crocevia di vie di comunicazione tra il Sahara e la Nigeria nel contesto del commercio transahariano e tra Niamey e il Ciad. Il suo centro storico, caratterizzato dal quartiere di Birni costruito intorno a enormi massi granitici, deve la sua importanza storica al Sultanato della regione di Damagaram e alla sua popolazione. |
|      | Palazzo dello Zarmakoye di Dosso                                 | Dosso                                                                                   | Culturale (5041)               | 26/05/2006 | Il Palazzo del Capo della Provincia di Dosso fu costruito nel 1904, poco dopo l'ascesa al trono dello Zarmakoye Abdou Aoûta. Il regno degli Zarmakoye iniziò nel XV secolo, quando Boukar figlio di Tagur Gana si stabilì a Zigui. I sette Zarmakoye scomparsi giacciono tutti all'interno del parco del palazzo dove è stato allestito un cimitero per ospitare le loro tombe e quelle future. |
|      | Moschee di terra della regione di Tahoua                         | Regione di Tahoua                                                                       | Culturale (5042)               | 26/05/2006 | Il paesaggio culturale della regione di Tahoua è caratterizzato da costruzioni in terracotta, in particolare moschee realizzate dall'"architetto-capomastro" Elhadj Mamoudou detto Falké e dal suo apprendista, il capomastro Elhadj Habou. Alcune di queste moschee sono riconosciute in tutto il mondo, in particolare la moschea di Yaama che ha ricevuto il Premio Agha Khan nel 1986. |
|      | Itinerari culturali del deserto del Sahara: Via del sale         | Dipartimento di Bilma                                                                   | Culturale (5043)               | 26/05/2006 | La Via del Sale parte dall'Aïr, attraversa il deserto del Ténéré e arriva infine a Bilma dove si trovano le saline, luogo dove si estrae il sale indispensabile per le transazioni. Questo percorso è stato oggetto di un commercio di carovane per diversi secoli: al centro dell'operazione era lo scambio del miglio con sale e datteri. I Tuareg Kel Ewey sono i più legati a questa attività. |
|      | Altopiano e forte di Djado                                       | Djado                                                                                   | Culturale (5044; i, iii)       | 26/05/2006 | Il sito di Djado è un antichissimo complesso fortificato, situato in una delle regioni più impervie di montagne e altipiani iperaridi del Sahara centrale. L'interesse di quest'area è ben noto agli archeologi che hanno riportato alla luce numerosi siti di industria litica e rovine di antiche città. |
|      | Sito archeologico di Bura                                        | Dipartimento di Téra                                                                    | Culturale (5045)               | 26/05/2006 | Il sito della necropoli di Bura è stato scoperto casualmente nel 1975. L'articolazione generale del sistema di occupazione dello spazio a Bura sembra ruotare attorno a due poli, la necropoli e l'altare religioso. La necropoli si trova quasi sempre in luoghi protetti. |
|      | Sito di Lougou                                                   | Dipartimento di Dogondoutchi                                                            | Culturale (5046)               | 26/05/2006 | Questo sito rappresenta i luoghi più antichi del popolo dell'Arewa. È un luogo di culto molto importante con la presenza della Saraounia come guida spirituale. Questo sito culturale delle popolazioni dell'Arewa a Zakuda, comprende la mitica pietra della giustizia "Tunguma", le tombe delle varie regine Saraounia e il luogo di battaglia della colonna francese di Voulet e Chanoine. |
|      | Zona delle giraffe                                               | Dipartimento di Boboye, Dipartimento di Filingue, Dipartimento di Kollo                 | Naturale (5047; ix)            | 26/05/2006 | L'area delle giraffe è classificata come Riserva della biosfera nella regione del Parco nazionale W del Niger per la presenza di una specie emblematica la Giraffa camelopardalis peralta. Le giraffe della regione di Kouré e del nord del Dallol Bosso non sono solo le ultime in Niger ma anche in tutta l'Africa occidentale. |
|      | Massiccio del Termit                                             | Dipartimento di Goure, Dipartimento di N'guigmi                                         | Naturale (5048; vii)           | 26/05/2006 | L'area del massiccio del Termit ha un clima da subdesertico a desertico. In generale la vegetazione è di tipo steppico del raggruppamento Acacia-Panicum sui versanti occidentale e meridionale del massiccio; a est si trovano steppe piuttosto erbose con Panicum turgidum, Indigofera sessiliflora o Danthonia forskalii. La fauna è costituita dall'unica popolazione vitale di addax conosciuta al mondo e dalle gazzelle dama di cui nessuna popolazione è protetta al mondo; si registra inoltre la presenza di una fauna sahariana (gazzella dorcade, muflone africano, ghepardo sahariano, sciacallo, fennec, uccelli, rettili ecc....) e saheliana unica nella subregione. |
|      | Riserva faunistica di Gadabedji                                  | Gadabedji                                                                               | Naturale (5049; ix)            | 26/05/2006 | La Riserva naturale di Gadabeji è stata creata nel 1955 per proteggere l'orice dalle corna a sciabola (ora estinto nel paese) e le gazzelle. È l'unica riserva del Niger nella zona del Sahel e del Sahara: di conseguenza, ha mantenuto le sue caratteristiche originali. |
|      | Insieme delle foreste protette della regione di Agadez           | Dipartimento di Tchirozerine                                                            | Naturale (5050; vii, x)        | 26/05/2006 | Tutte le foreste protette nella regione di Agadez hanno una formazione forestale di steppa arborea soggetta a inondazioni. La foresta di Tamazalak occupa una delle valli principali sul versante occidentale dell'Aïr. Il palmeto di Tamazalak ospita l'ultima popolazione omogenea di palma dum nell'area. In questa serie di siti naturali protetti sono presenti anche fiumi ed in particolare una sorgente sfruttata per la sua acqua minerale (Rarhous) situata nella foresta di Tafadek. |
|      | Stagno di Ossolo o N'Solo                                        | Dipartimento di Téra                                                                    | Naturale (5051; ix)            | 26/05/2006 | Ossolo è uno stagno semipermanente, alimentato da acque di ruscellamento e dotato di un'importante fascia protettiva (formazione bassa) composta principalmente da Acacia nilotica. Lo stagno di Ossolo, che dura dai 7 agli 8 mesi, è il principale corso d'acqua situato nel massiccio forestale omonimo. |
|      | Parte nigerina del lago Ciad                                     | Dipartimento di N'guigmi                                                                | Naturale (5052; vii)           | 26/05/2006 | Il lago Ciad è simbolicamente il cuore di un bacino endoreico e offre l'esempio più spettacolare delle conseguenze delle mutevoli condizioni climatiche nell'Africa tropicale. Questo porta al suo progressivo inaridimento e quindi alla sua trasformazione. |
|      | Fiume Niger, le isole e la valle                                 | Niamey, Regione di Dosso, Regione di Tillabéri                                          | Misto (5053; vii, ix)          | 26/05/2006 | Il fiume Niger e i suoi affluenti (Gorouol, Sirba, Goroubi, Tapoa, Mekrou) contengono un numero considerevole di specie animali. Lungo il suo corso, il fiume Niger costituisce un ambiente eccezionale con un paesaggio diversificato e un patrimonio culturale ricco e variegato. Ha anche un potenziale in risorse naturali, culturali e archeologiche che possono contribuire in modo sostanziale allo sviluppo del paese. Sul piano culturale, le isole del fiume Niger costituiscono un paesaggio misto per quanto riguarda il suo ambiente fluviale che da tempo immemorabile svolge un ruolo attraente per le numerose popolazioni che vi si sono succedute. |
|      | Parco nazionale W, siti archeologici                             | Dipartimento di Say                                                                     | Culturale (5054; i, iii, iv)   | 26/05/2006 | Il Parco nazionale W del Niger, classificato come sito naturale, dovrebbe essere nominato sito misto per la presenza di siti preistorici, in particolare paleolitici, lungo il Mekrou; i resti della Casba di Koulen e una sessantina di siti nascosti all'interno del Parco. |
|      | Riserva naturale nazionale dell'Aïr e del Ténéré                 | Dipartimento di Arlit, Dipartimento di Tchirozerine                                     | Culturale (5055)               | 26/05/2006 | La Riserva naturale nazionale dell'Aïr e del Ténéré si estende per 77 360 km² al crocevia di paleontologia, preistoria, protostoria e storia del Sahara centrale. L'uomo preistorico dipinse, disegnò e incise sulle pareti rocciose delle principali catene montuose che stavano per sorgervi tutti gli animali che incontrò dall'inizio del Neolitico ai tempi storici, insieme ad alcuni tratti della sua vita quotidiana lungo i millenni. |
|      | Depositi di dinosauri                                            | Dipartimento di Tchirozerine                                                            | Misto (5056; ix)               | 26/05/2006 | Il territorio settentrionale del Niger offre la possibilità di seguire le dinamiche evolutive dei vertebrati continentali in Africa durante tutto il periodo Cretaceo. Il gruppo dei depositi di In Gall corrisponde al periodo in cui il Sudamerica era ancora attaccato all'Africa; poco dopo, il gruppo dei depositi di In Abangarit corrisponde al periodo in cui era in atto la separazione dei due continenti; ancora più tardi, il gruppo dei depositi di In Becceten corrisponde al periodo in cui l'Africa era divenuta una mega-isola, completamente isolata dal Sudamerica e dall'Eurasia; e infine, il gruppo dei depositi di Tillia corrisponde al periodo in cui furono nuovamente stabiliti i ponti tra l'Africa e l'Eurasia. |
|      | Foresta classificata, lago di Madarounfa e le tombe dei 99 santi | Madarounfa                                                                              | Misto (5057; vii)              | 26/05/2006 | Con i suoi isolotti e le vicine foreste protette, il lago di Madarounfa di 800 ettari è un rifugio per un'abbondante e varia avifauna (cicogne, anatre, cavalieri, pellicani, ecc.). È caratterizzata da una vegetazione le cui specie dominanti sono costituite da Mitragyna inermis, Diosperos mesphilimermis, Acacia albida, Haephaene thebaïca, Piliostigma reticulatum. Le tombe sorgono intorno e nel lago. La prima manifestazione dei santi risale alla notte dei tempi, mentre l'ultima risale a 15 anni fa. Secondo la tradizione lo spirito di un santo si insediò sul luogo per un'apparizione di luce visibile di notte, in particolare il giovedì sera; a seguito di questo "annuncio", la popolazione fece costruire nel luogo designato la tomba, che divenne il luogo di vita del Santo. In questo luogo “sacro” vengono poi organizzate cerimonie rituali e donazioni.               |
|      | Paesaggio culturale del lago Ciad                                | Dipartimento di Diffa, Dipartimento di N'guigmi (condiviso con Camerun, Ciad e Nigeria) | Misto (6359; ii, iii, vii, ix) | 09/10/2018 | Il lago Ciad ha la particolarità di essere ricoperto da centinaia di isole, molte delle quali abitate da diverse comunità (Kotoko, Mouloui, Barma, Boulala, Babalia, Kanembou, Hausa, ecc.) che vivono delle sue risorse e perpetuano modi di vita garantendo la loro resilienza. Questa convivenza tra uomo e natura, che dura da secoli, dona una vera dimensione di paesaggio culturale a questo immenso lago. La presenza umana intorno al lago risale al Paleolitico. La civiltà Sao, che è la più antica, designa sostanzialmente un gruppo di popolazioni che sarebbero venute dalla Valle del Nilo e che avrebbero popolato i dintorni del lago Ciad intorno al V secolo a.C. A livello naturale, l'ambiente del lago Ciad presenta un eccezionale mosaico di formazioni vegetali che si alternano tra boscose ed erbacee e sono costellate di oasi e zone umide di importanza internazionale. |